# Kostel svatého Václava (Dejvice)

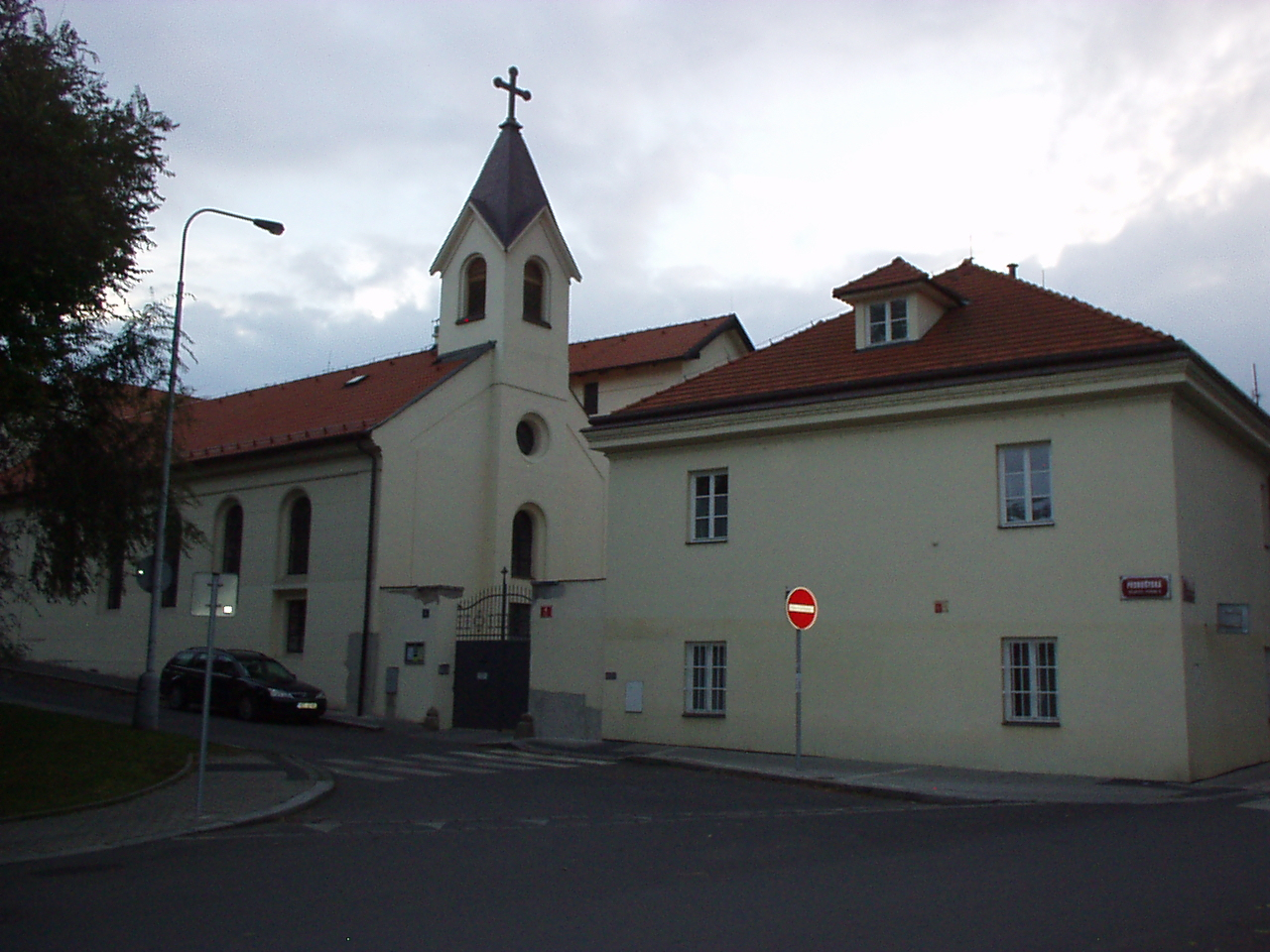
Pohled na přední stranu kostela a dům, ve kterém bydlel Mons. Jan Machač

Římskokatolický kostel sv. Václava (původně kaple) v pražských Dejvicích je malý klášterní kostel ve II. pražském vikariátu pražské arcidiecéze. 

## Historie
Kostel je skromná novorománská stavba vzniklá na počátku 20. století. 
Počátky historie proboštského dvora zřejmě spadají do stejné doby, jako vznik Dejvic v 11. století.  Byl přirozeným centrem starých Dejvic. Před třicetiletou válkou je zmiňován jako královský statek. 
Samotný proboštský dvůr, jak jej známe v současné podobě, vznikl v 17. století jako statek metropolitního svatovítského probošta. V areálu byl i pivovar  z poloviny 18. století.  Pod kostelem jsou dodnes nevyužívané rozsáhlé sklepní prostory.  Po bitvě na Bílé hoře na statku hospodařil sám svatovítský probošt, protože se nepodařilo nalézt nájemce. V době války o dědictví rakouské r. 1742 byl proboštský dvůr několikrát vypálen mj. Francouzi, kteří se usadili v Dejvicích. V majetku dvora bylo zhruba 300 okolních hektarů půdy. Dnešní podoba je ovlivněna rozsáhlými přestavbami okolo roku 1800. 
V letech 1908 až 1909 byla v areálu zřízena opatrovna pro zhruba 40 hluchoslepých dětí. Sídlila zde tehdy kongregace sester Božské lásky.
Kostel svatého Václava vznikl na konci 1. světové války. Přesné datum posvěcení chrámu není známo, slaví se každoročně v běžně užívaném náhradním termínu na konci října. 
Roku 1927 zakoupil kostel tehdy nově vzniklý řád Sester Apoštolátu sv. Františka spolu se zakladatelem P. PhDr. Janem Evangelistou Urbanem OFM.
Počátkem 90. let 20. století byl kostel zrekonstruován a vedlejší prostory upraveny na farní centrum, a přilehlou budovu začaly využívat Sestry Apoštolátu sv. Františka. V zadní části byla přistavěna nová ubytovací budova pro potřeby sester. Do věže přibyly i dva malé zvony zasvěcené svatému Václavu a svatému Františkovi z Assisi.
Při kostele byla zřízena samostatná duchovní správa, která byla k 1. lednu 2005 zrušena a kostel byl změněn na rektorátní. Po svém odchodu na odpočinek u tohoto kostela  až do své smrti bydlel Mons. Jan Machač, emeritní farář farnosti u kostela sv. Matěje.
Komplex proboštského dvora včetně kostela je od roku 1964  chráněn jako kulturní památka České republiky. 
V horní části proboštského dvora je  od 50. let 20. století sběrný dvůr a stanoviště popelářských vozů. To je pro tak cennou kulturní památku velmi nedůstojné. 

## Popis kostela
V kostele je v presbytáři freska s výjevy ze života svatého Václava. Dřevěná křížová cesta jsou reliéfy v beuronském stylu. Za návštěvu stojí i každoročně vystavovaný dřevěný betlém. 
V kostele nikdy nebyly píšťalové varhany. Od počátku jeho existence  se zde hrávalo na harmonium. Příležitostně na něj hrával i Iša Krejčí. Od roku 1996 zde každou neděli hraje Jan Fila. Od září 2002 z iniciativy tehdejšího administrátora farnosti P. Karla Kočího zakoupeny alespoň digitální varhany. 